# Temporada 1964-65 de los New York Knicks
La temporada 1964-65 fue la decimonovena de los New York Knicks en la NBA. La temporada regular acabó con 31 victorias y 49 derrotas, ocupando el cuarto y último puesto de la división, no logrando clasificarse para los playoffs por quinto año consecutivo.

## Elecciones en elDraft
| Ronda | Puesto | Jugador            | Posición  | Nacionalidad   | Universidad     |
| ----- | ------ | ------------------ | --------- | -------------- | --------------- |
| 1     | 1      | Jim Barnes         | Ala-Pívot | Estados Unidos | UTEP            |
| 2     | 8      | Willis Reed        | Pívot     | Estados Unidos | Grambling State |
| 3     | 17     | Brian Generalovich |           | Estados Unidos | Pittsburgh      |
| 4     | 26     | Freddie Crawford   | Escolta   | Estados Unidos | St. Bonaventure |
| 5     | 35     | Tony Gennari       |           | Estados Unidos | Canisius        |
| 7     | 53     | Em Bryant          | Base      | Estados Unidos | DePaul          |

## Temporada regular
| División Este        | División Este | División Este | División Este | División Este | División Este | División Este | División Este | División Este |
| Equipo               | G             | P             | %             | PD            | Casa          | Fuera         | Neutral       | Div           |
| -------------------- | ------------- | ------------- | ------------- | ------------- | ------------- | ------------- | ------------- | ------------- |
| x-Boston Celtics     | 62            | 18            | .775          | –             | 27–3          | 27–11         | 8–4           | 20–10         |
| x-Cincinnati Royals  | 48            | 32            | .600          | 14            | 25–7          | 17–21         | 6–4           | 16–14         |
| x-Philadelphia 76ers | 40            | 40            | .500          | 22            | 13–12         | 9–21          | 18–7          | 14–16         |
| New York Knicks      | 31            | 49            | .388          | 31            | 15–20         | 9–21          | 7–8           | 10–20         |

## Estadísticas
| Rk | Jugador         | Edad | P  | PT | MP   | TC  | TCI  | %TC  | TL  | TLI | %TL  | RB   | AS  | FP  | PTS  |
| 1  | Willis Reed     | 22   | 80 |    | 38.0 | 7.9 | 18.2 | .432 | 3.8 | 5.1 | .742 | 14.7 | 1.7 | 4.2 | 19.5 |
| 2  | Jim Barnes      | 23   | 75 |    | 34.5 | 6.1 | 14.3 | .424 | 3.3 | 5.1 | .662 | 9.7  | 1.2 | 4.2 | 15.5 |
| 3  | Howard Komives  | 23   | 80 |    | 29.7 | 4.8 | 12.8 | .374 | 2.7 | 3.2 | .835 | 2.4  | 3.3 | 3.1 | 12.2 |
| 4  | Bob Boozer      | 27   | 80 |    | 26.7 | 5.3 | 12.0 | .440 | 3.6 | 4.7 | .768 | 7.6  | 1.4 | 2.3 | 14.2 |
| 5  | Johnny Egan     | 26   | 74 |    | 22.5 | 3.5 | 7.1  | .488 | 2.2 | 2.7 | .814 | 1.9  | 3.4 | 1.9 | 9.2  |
| 6  | Tom Gola        | 32   | 77 |    | 22.4 | 2.6 | 5.9  | .448 | 1.7 | 2.3 | .739 | 4.1  | 2.9 | 3.5 | 7.0  |
| 7  | Johnny Green    | 31   | 78 |    | 22.1 | 4.4 | 9.4  | .469 | 2.1 | 3.9 | .548 | 7.0  | 1.7 | 2.5 | 11.0 |
| 8  | John Rudometkin | 24   | 1  |    | 22.0 | 3.0 | 8.0  | .375 | 0.0 | 0.0 |      | 7.0  | 0.0 | 5.0 | 6.0  |
| 9  | Dave Budd       | 26   | 62 |    | 19.2 | 3.2 | 6.6  | .482 | 2.0 | 2.7 | .712 | 5.0  | 1.0 | 2.4 | 8.3  |
| 10 | Em Bryant       | 26   | 77 |    | 17.3 | 1.9 | 5.7  | .333 | 1.1 | 1.7 | .654 | 2.2  | 2.2 | 2.8 | 4.9  |
| 11 | Len Chappell    | 24   | 43 |    | 15.2 | 3.4 | 8.5  | .395 | 1.6 | 2.3 | .680 | 3.3  | 0.3 | 1.7 | 8.3  |
| 12 | Barry Kramer    | 22   | 19 |    | 12.2 | 1.4 | 4.5  | .314 | 1.6 | 2.1 | .750 | 2.2  | 0.8 | 1.6 | 4.4  |
| 13 | Art Heyman      | 23   | 55 |    | 12.1 | 2.1 | 4.9  | .427 | 1.6 | 2.4 | .667 | 1.8  | 1.4 | 1.7 | 5.7  |
| 14 | Tom Hoover      | 24   | 24 |    | 6.4  | 0.5 | 1.3  | .406 | 0.3 | 0.6 | .571 | 2.4  | 0.5 | 1.5 | 1.4  |

## Galardones y récords
| Jugador        | Galardón                                                     |
| Willis Reed    | Rookie del Año de la NBA Mejor quinteto de rookies de la NBA |
| Jim Barnes     | Mejor quinteto de rookies de la NBA                          |
| Howard Komives | Mejor quinteto de rookies de la NBA                          |